# Calamaria butonensis
Calamaria butonensis — вид змій родини полозових (Colubridae). Ендемік Індонезії.

## Поширення і екологія
Calamaria butonensis є ендеміками острова Бутон, розташованого на південний схід від Сулавесі. Вони живуть у вологих тропічних лісах, на висоті до 500 м над рівнем моря. Живляться дощовими черв'яками. Відкладають яйця, в кладці 2 яйця.